# ゾフィー・フォン・キューン

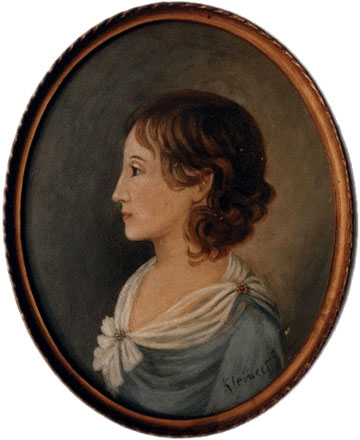
ゾフィー・フォン・キューン

ゾフィー・フォン・キューン（Christiane Wilhelmine Sophie von Kühn、1782年3月17日－1797年3月19日）は、ドイツ・ロマン派（ロマン主義）の代表的な詩人であるノヴァーリス（フリードリッヒ・フォン・ハルデンベルク）の若年の恋人であり婚約者である。本名クリスティアーネ・ヴィルヘルミーネ・ゾフィー・フォン・キューン。

## 概説
ゾフィー・フォン・キューンは、ヨハン・ルドルフ・フォン・ロッケンティーン大尉（Johann Rudolf von Rockenthien ）の養女であり、母親はヴィルヘルミーネ・フォン・キューンであった。
ノヴァーリスは1794年11月にテンシュテット（Tennstedt）に滞在していたが、旅行で同地のグリューニンゲン（Grüningen）のフォン・ロッケンティーン家を友人と共に訪ね、そこで初めてゾフィーに出会った。そのとき、彼女は12歳の少女であり、ノヴァーリス自身は22歳であった。ノヴァーリスはその時の出会いを後に「１５分間が僕の運命を決定した」と語っている。若年にしてゾフィーは極めて聡明でウィットに富み、その神秘的な存在はノヴァーリスを魅了した。しかし、ゾフィーはノヴァーリスとの親密さを人前で見せるのを嫌がり、煙草を吸い、こっそりワインを飲むという、きまぐれな少女であった。ノヴァーリスはゾフィーに恋をし、勤務の合い間に馬で、２時間かけて彼女の家に通った。彼女の両親に結婚を申し出るが、余りにもゾフィーが幼すぎることを理由に、この提案は拒否された。しかし、ゾフィーが成長し、ノヴァーリスがしかるべき社会的地位を得た暁には、二人の結婚は認めるとされ、ゾフィーは事実上のノヴァーリスの婚約者となった。
ノヴァーリスがゾフィーを心より愛し、とりわけその夭折の後、ゾフィーを崇拝し神秘化して捉えていたことは事実で、これはノヴァーリスの「ゾフィー体験」とも呼ばれる。しかし他方で、ゾフィー自身がノヴァーリスのことをどのように思っていたのかは明瞭には分からない。ノヴァーリスはゾフィーのイメージを詩作品のなかに表現した。

## ゾフィーの死と夜の讃歌
ゾフィーは聡明であると共に、イマジネーションに富み、短い出会いの期間を通じて、ノヴァーリスに詩的インスピレーションを多数与えた。しかしゾフィーは、1795年11月に結核性肝臓腫瘍で重態となり、病床の人となってそのままに回復することなく、1797年3月19日に帰らぬ人となった。15歳の短い生涯であった。
ゾフィーが存命中、彼女から得たインスピレーションと、彼女の夭折によって、ノヴァーリスのロマン主義思想は大きな影響を受けた。『夜の讃歌』（Hymnen an die Nacht，1800年）はゾフィーの存在とその死において記されたとも云える。ゾフィーはこの美しい詩作品により、永遠のいのちをこの宇宙にあって得たとも云える。